# Paraflabellina funeka
Espèce
Synonymes
- Flabellina funeka Gosliner & Griffiths, 1981[1]

Paraflabellina funeka est une espèce de nudibranches de la famille des Flabellinidés.

## Systématique
Paraflabellina funeka a été décrite en 1981 par Terrence M. Gosliner (d) et Roberta J. Griffiths sous le protonyme de Flabellina funeka, avant d’être classée en 2017 sous le genre Paraflabellina par Tatiana Korshunova (d) et son équipe

## Distribution et habitat
Paraflabellina funeka est endémique de la côte sud-africaine et se rencontre seulement de Cape Point à Port Elizabeth,, à des profondeurs comprises entre 5 et 30 m.

## Description

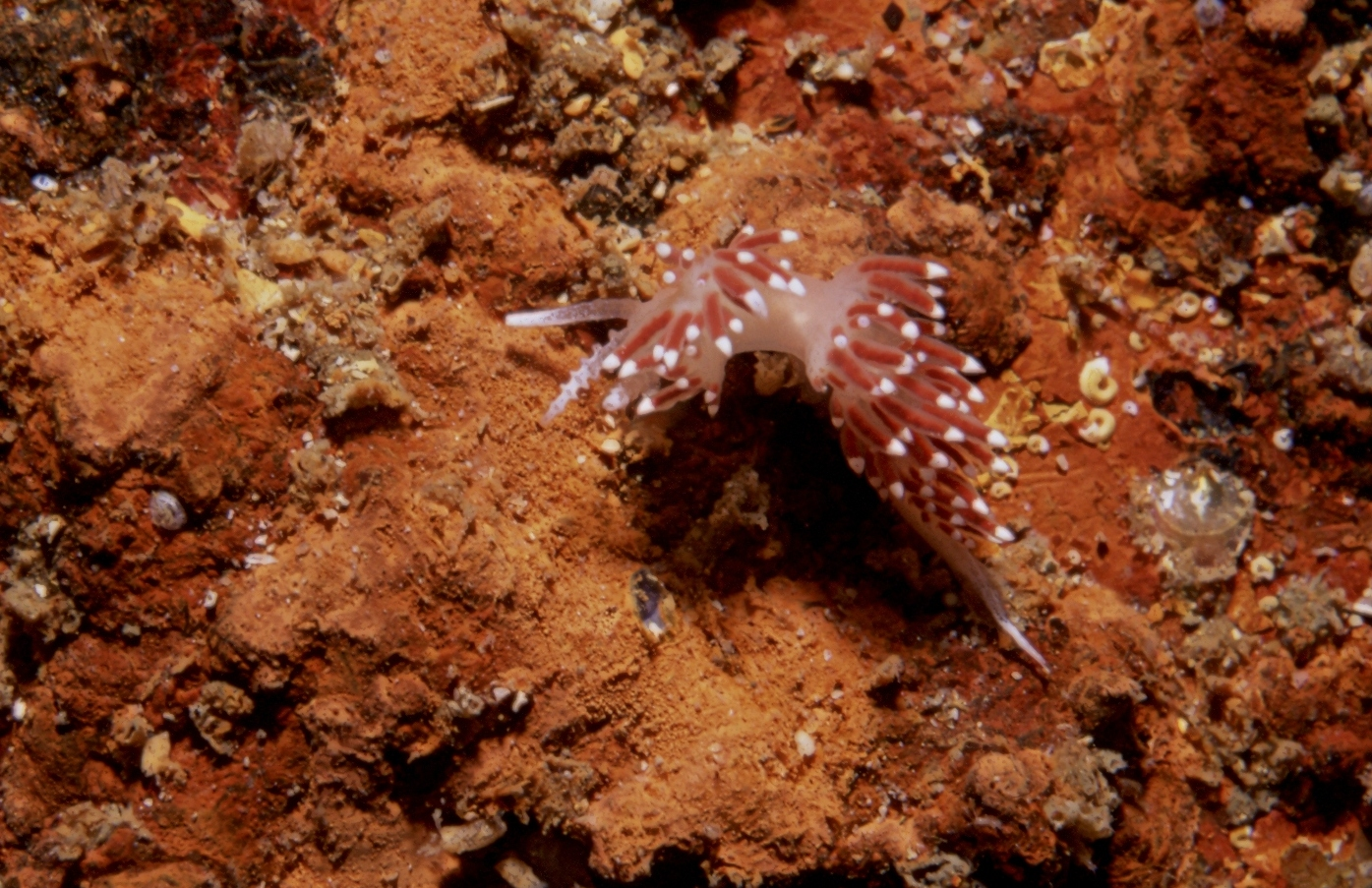
Paraflabellina funeka sous sa forme blanche.

Ce nudibranche éolidien possède un corps mince de couleur violette ; les cérates sont rouges avec des extrémités blanches, ils sont regroupés. Il mesure rarement plus de 45 mm Les rhinophores annelés se terminent en pointe, ils sont violets mais pâles à leur extrémité. Les deux pâles tentacules oraux sont plus petits que les rhinophores. Les individus de cette espèce présentent parfois un corps blanc mais les cérates rouges et les rhinophores annelés sont distinctifs.

## Écologie
Cette espèce semble se nourrir principalement d'hydraires du genre Eudendrium,. Comme chez d'autres espèces de nudibranches, les cérates de Paraflabellina funeka participent à la respiration mais contiennent aussi un prolongement du système digestif. Lorsque le nudibranche se nourrit de l'hydraire, les nématocystes de ce dernier traversent le système digestif sans être abimés et sont envoyés aux extrémités des cérates. Ils sont ensuite utilisés pour la défense du nudibranche. La coloration vive de Paraflabellina funeka pourrait viser à avertir les prédateurs de la toxicité de l'animal.
Comme les autres nudibranches, Paraflabellina funeka est hermaphrodite. La ponte, blanche, décrit une structure complexe.